# Nosferattus discus
Nosferattus discus is een spinnensoort in de taxonomische indeling van de springspinnen (Salticidae).
Het dier behoort tot het geslacht Nosferattus. De wetenschappelijke naam van de soort werd voor het eerst geldig gepubliceerd in 2005 door Hipólito Ruiz López & Antonio D. Brescovit.